# Ulica Sergeja Ėizenštejna
Ulica Sergeja Ėizenštejna (in russo: Улица Сергея Эйзенштейна) è una stazione della monorotaia di Mosca, di cui costituisce il capolinea orientale.
Inaugurata nel 2004, la stazione si trova nel quartiere di Ostankino, nel distretto nord-orientale di Mosca.